# Kwemo Szuchuti
Kwemo Szuchuti (gruz. ქვემო შუხუთი) – wieś w Gruzji, w regionie Guria, w gminie Lanczchuti. W 2014 roku liczyła 1248 mieszkańców.